# 夏吉站
夏吉站（日语：／ Natsuyoshi eki */?）是位於福岡縣田川市夏吉，日本國有鐵道（國鐵）田川線貨物支線的貨運車站（廢站）。

## 歷史
- 1899年（明治32年）1月25日：九州鐵道開設此一般車站[1]。
- 1905年（明治38年）3月1日：結束客運業務，變為貨運車站[1]。
- 1907年（明治40年）7月1日：九州鐵道被國有化（日语：鉄道国有法）[1]。
- 1942年（昭和17年）4月1日：營業範團變為行李和貨物[1]。
- 1943年（昭和18年）6月10日：營業範團變為只限貨物[1]。
- 1973年（昭和48年）4月1日：隨著貨物支線廢線，此站被廢除[1]。
- 1976年（昭和51年）12月：使用貨物支線的遺址敷設日本水泥專用線（所屬車站：香春站）。此站遺址設置編組場[2]。
- 1989年（平成元年）7月9日：專用線被廢除[2]。

## 配線圖
|                 | 夏吉站周邊配線略圖（1978年，日本水泥專用線時代） |
| 图例 参考文献： |                                                  |

## 相鄰車站
日本國有鐵道
田川線（貨物支線）
勾金－（貨）夏吉

## 注腳
1. 1 2 3 4 5 6 7 8  石野哲 (编).  初版. JTB. 1998-10-01: 770-771. ISBN 978-4-533-02980-6 （日语）.
2. 1 2  宮脇俊三編 《鉄道廃線跡を歩く 10》 JTB、2003年
3. ↑  川島令三，62-63頁，講談社，2013年7月

## 相關項目
- 日本鐵路車站列表 Na